# Kõiguste laht
Kõiguste laht, auch Kunnati laht, ist eine Bucht in der Landgemeinde Saaremaa im Kreis Saare auf der größten estnischen Insel Saaremaa. Sie liegt im Naturschutzgebiet Kahtla-Kübassaare hoiuala. 
In der Bucht liegen die Inseln Äbanina nasu, 
Alumine nasu, 
Kare, 
Kalganasv, 
Kerdinasv, 
Kivinasu, 
Kunnati laid, 
Loomalaid, 
Paelaid, 
Paerahu, 
Pitknasu, 
Rohunasu, 
Rooglaid, 
Sääreotsa Kivinasu, 
Seanina nasu, 
Siianasu, 
Ülemine nasu,
Uusloom und
Varikasäär
.
Die Bucht ist 2,1 Kilometer breit und schneidet sich 3,8 Kilometer tief ins Land ein. In der Bucht liegt der Hafen von Kungla.